# إدوارد سوبول
إدوارد سوبول (بالأوكرانية: Соболь Едуард Олександрович) (20 أبريل 1995 بفيلنيانسك في أوكرانيا - ) هو لاعب كرة قدم أوكراني في مركز الدفاع. شارك مع منتخب أوكرانيا تحت 16 سنة لكرة القدم ومنتخب أوكرانيا تحت 17 سنة لكرة القدم ومنتخب أوكرانيا تحت 18 سنة لكرة القدم ومنتخب أوكرانيا تحت 19 سنة لكرة القدم ومنتخب أوكرانيا تحت 21 سنة لكرة القدم. أما مع النوادي، فقد لعب مع ميتالورغ دونيتسك وميتالوره زابورجيا ونادي شاختار دونيتسك ونادي ميتاليست خاركيف وFC Metalurh-2 Zaporizhzhia ‏.

## مسيرته الكروية
لعب إدوارد سوبول خلال مسيرته الاحترافية مع 8 أندية في عشرة مواسم وسجل خلالها 5 أهداف ضمن 161 مباراة. حيث فاز في موسمين بالكأس وفي ثلاثة مواسم بالدوري.
خاض إدوارد سوبول مسيرته مع نادي ميتالوره زابورجيا في موسم 2011–12 ولمدة موسمين، مشاركًا في 23 مباراة سجل خلالها هدفين. ثم انتقل إلى نادي شاختار دونيتسك في موسم 2012–13 ولمدة موسمين، حيث شارك في 14 مباراة ولم يسجل أي هدف. لينتقل بعدها إلى نادي ميتالورغ دونيتسك في موسم 2014–15 لمدة موسم واحد، مشاركًا في 15 مباراة ولم يسجل أي هدف أيضًا. ثم انتقل إلى نادي ميتاليست خاركيف في موسم 2015–16 لمدة موسم واحد، مشاركًا في 21 مباراة ولم يسجل أي هدف أيضًا. هذا وانتقل لاحقًا إلى نادي زوريا لوهانسك في موسم 2016–17 لمدة موسم واحد، مشاركًا في 21 مباراة سجل خلالها هدفًا واحدًا. ثم انتقل بعدها إلى نادي سلافيا براغ في موسم 2017–18 لمدة موسم واحد، مشاركًا في 20 مباراة سجل خلالها هدفًا واحدًا أيضًا. ليعود وينتقل من جديد، لكن هذه المرة إلى نادي يابلونتس في موسم 2018–19 لمدة موسم واحد، مشاركًا في 21 مباراة سجل خلالها هدفًا واحدًا أيضًا. لينتقل بعدها إلى نادي كلوب بروج في موسم 2019–20 لمدة موسم واحد، مشاركًا في 26 مباراة ولم يسجل أي هدف.

## وصلات خارجية
- إدوارد سوبول على موقع الاتحاد الدولي (مؤرشف)  (الإنجليزية)
- إدوارد سوبول على موقع الاتحاد الأوربي (الإنجليزية)
- إدوارد سوبول على موقع اتحاد أوكرانيا (الإنجليزية)
- إدوارد سوبول على موقع إي إس بي إن إف سي (الإنجليزية)
- إدوارد سوبول على موقع قاعدة بيانات كرة القدم.إي يو (الإنجليزية)
- إدوارد سوبول على موقع ليكيب (الفرنسية)
- إدوارد سوبول على موقع ناشيونال فوتبول تيمز (الإنجليزية)
- إدوارد سوبول على موقع Soccerbase.com (لاعب) (الإنجليزية)
- إدوارد سوبول على موقع Soccerway.com (الإنجليزية)
- إدوارد سوبول على موقع عالم كرة القدم.نت (الإنجليزية)